# Drosera orbiculata
Drosera orbiculata es una especie de planta perenne tuberosa  perteneciente al género de plantas carnívoras Drosera. 

## Descripción
Forma una roseta de alrededor de 1,5 cm de diámetro. Se considera que está relacionada con D. rosulata. 

## Distribución y hábitat
Es endémica de Australia Occidental, de una zona de 1,3 km al norte de Gillingarra cerca de Perth. Crece en suelos de arcilla arenosa en las depresiones húmedas de invierno.

## Taxonomía
Drosera orbiculata fue formalmente descrita por primera vez por Allen Lowrie y N.G.Marchant en 1992. Fue publicado en Kew Bulletin 47(2): 319. 1992.
Etimología
Drosera: tanto su nombre científico –derivado del griego δρόσος (drosos): "rocío, gotas de rocío"– como el nombre vulgar –rocío del sol, que deriva del latín ros solis: "rocío del sol"– hacen referencia a las brillantes gotas de mucílago que aparecen en el extremo de cada hoja, y que recuerdan al rocío de la mañana.
orbiculata: epíteto latino que significa "circular". Debe su nombre la forma de la lámina foliar.
Sinonimia
- Sondera orbiculata (N.G.Marchant & Lowrie) Chrtek & Slavíková, Novit. Bot. Univ. Carol. 13: 44 (1999 publ. 2000).[4]